# Xabier Gómez García
Xabier Gómez García OP (ur. 11 kwietnia 1970 w Azkoitia) – hiszpański duchowny katolicki, biskup Sant Feliu de Llobregat od 2024.

## Życiorys

### Prezbiterat
Święcenia kapłańskie otrzymał 12 czerwca 1994 i został inkardynowany do diecezji San Sebastián, gdzie do 2003 pracował jako duszpasterz parafialny. W 2003 wstąpił do zakonu dominikanów i podjął studia licencjackie z teologii w Salamance. Po ukończeniu studiów pełnił funkcje m.in. prowincjalnego duszpasterza młodzieży, promotora ds. sprawiedliwości i pokoju na szczeblu prowincjalnym i europejskim, a także dyrektora wydziału ds. migrantów przy Konferencji Episkopatu Hiszpanii.

### Episkopat
8 października 2024 papież Franciszek mianował go ordynariuszem diecezji Sant Feliu de Llobregat. Sakry udzielił mu 30 listopada 2024 kardynał Juan José Omella Omella.